# Nordische Skiweltmeisterschaften 1989

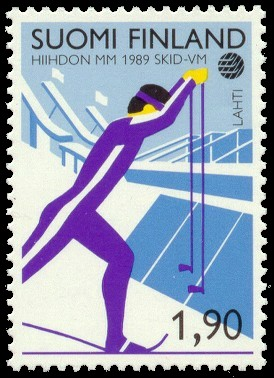
Finnische Briefmarke zu den Nordischen Skiweltmeisterschaften 1989

Die 37. Nordischen Skiweltmeisterschaften wurden vom 17. bis 26. Februar 1989 in der finnischen Stadt Lahti ausgetragen. Damit war Lahti zum fünften Mal nach 1926, 1938, 1958 und 1978 Austragungsort.

## Wettbewerbsprogramm
Im Langlauf setzte sich der Umbruch im Programmangebot fort. Es kam zu folgenden Änderungen:
- 15-km-Langlauf, Männer: Zusätzlich zum Lauf im klassischen Stil gab es ein Rennen im freien Stil.
- Kürzeste Distanz im Frauenlanglauf: Der 5-km-Lauf wurde gestrichen, stattdessen betrug die Länger der kürzesten Distanz nun 10 km.
- 10-km-Langlauf, Frauen: Zusätzlich zum Lauf im klassischen Stil gab es ein Rennen im freien Stil.
- 15-km-Langlauf, Frauen: Diese Distanz wurde zusätzlich ins Frauenangebot aufgenommen.
- 30-km-Langlauf, Frauen: Der 20-km-Lauf wurde zugunsten eines Rennens über 30 km gestrichen.

## Sportliche Erfolge
Besonders erfolgreich waren bei diesen Weltmeisterschaften im eigenen Land die Finnen. Sechs Goldmedaillen gewannen sie und errangen vordere Platzierungen durchweg in allen Disziplinen. Besonders stark waren die finnischen Langläuferinnen. Marjo Matikainen und Marja-Liisa Kirvesniemi gewannen je zwei Goldmedaillen, Pirkko Määttä je einmal Gold, einmal Silber und einmal Bronze. Die sowjetische Läuferin Jelena Välbe errang ebenfalls zwei Goldmedaillen. Im Männerbereich gab es für den wiedererstarkten Schwede Gunde Svan gleich dreimal Gold, der Norweger Trond Einar Elden wurde Doppelsieger in der Nordischen Kombination (Einzel- und Teamwertung). Im Skispringen gewann der Finne Jari Puikkonen ebenfalls zwei Goldmedaillen.

## Zeitplan
| Datum       | Uhrzeit | Disziplin                                                    |
| ----------- | ------- | ------------------------------------------------------------ |
| 17. Februar | 13:00   | 10-km-Langlauf Frauen, klassisch                             |
| 18. Februar | 10:00   | 30-km-Langlauf Männer, klassisch                             |
| 18. Februar | 13:00   | Nordische Kombination, Einzelspringen                        |
| 19. Februar | 09:00   | Nordische Kombination, 15-km-Langlauf, Einzel                |
| 19. Februar | 11:00   | 10-km-Langlauf Frauen, Freistil                              |
| 19. Februar | 13:00   | Sprunglauf Großschanze, Einzel                               |
| 20. Februar | 13:00   | 15-km-Langlauf Männer, Freistil                              |
| 21. Februar | 13:00   | 15-km-Langlauf Frauen, klassisch                             |
| 22. Februar | 13:00   | 15-km-Langlauf Männer, klassisch                             |
| 22. Februar | 15:30   | Sprunglauf, Mannschaft                                       |
| 23. Februar | 10:00   | Nordische Kombination, Springen, Mannschaft                  |
| 23. Februar | 13:00   | 4 × 5 km Langlaufstaffel Frauen                              |
| 24. Februar | 10:00   | Nordische Kombination, 3 × 10 km Langlaufstaffel, Mannschaft |
| 24. Februar | 13:00   | 4 × 10 km Langlaufstaffel Männer                             |
| 25. Februar | 10:00   | 30-km-Langlauf Frauen, Freistil                              |
| 25. Februar | 11:30   | Sprunglauf Normalschanze, Einzel                             |
| 26. Februar | 10:00   | 50-km-Langlauf Männer, Freistil                              |

## Medaillenspiegel
| Platz | Nation           | Gold | Silber | Bronze | Gesamt |
| ----- | ---------------- | ---- | ------ | ------ | ------ |
| 1     | Finnland         | 6    | 5      | 4      | 15     |
| 2     | Sowjetunion      | 3    | 3      | 2      | 8      |
| 3     | Schweden         | 3    | 2      | 2      | 7      |
| 4     | Norwegen         | 2    | 3      | 3      | 8      |
| 5     | DDR              | 1    | 1      | 1      | 3      |
| 6     | Schweiz          | 0    | 1      | 0      | 1      |
| 7     | Tschechoslowakei | 0    | 0      | 2      | 2      |
| 8     | Österreich       | 0    | 0      | 1      | 1      |

| Platz | Sportler                | Gold | Silber | Bronze | Gesamt |
| ----- | ----------------------- | ---- | ------ | ------ | ------ |
| 01    | Gunde Svan              | 3    | 0      | 0      | 3      |
| 02    | Jari Puikkonen          | 2    | 0      | 0      | 2      |
| 02    | Trond Einar Elden       | 2    | 0      | 0      | 2      |
| 04    | Torgny Mogren           | 1    | 2      | 0      | 3      |
| 05    | Harri Kirvesniemi       | 1    | 1      | 0      | 2      |
| 05    | Jens Weißflog           | 1    | 1      | 0      | 2      |
| 05    | Ari-Pekka Nikkola       | 1    | 1      | 0      | 2      |
| 08    | Lars Håland             | 1    | 0      | 1      | 2      |
| 08    | Christer Majbäck        | 1    | 0      | 1      | 2      |
| 08    | Trond Arne Bredesen     | 1    | 0      | 1      | 2      |
| 08    | Matti Nykänen           | 1    | 0      | 1      | 2      |
| 012   | Wladimir Smirnow        | 1    | 0      | 0      | 1      |
| 012   | Bård Jørgen Elden       | 1    | 0      | 0      | 1      |
| 012   | Risto Laakkonen         | 1    | 0      | 0      | 1      |
| 015   | Vegard Ulvang           | 0    | 1      | 1      | 2      |
| 16    | Andrei Dundukow         | 0    | 1      | 0      | 1      |
| 16    | Pål Gunnar Mikkelsplass | 0    | 1      | 0      | 1      |
| 16    | Magne Johansen          | 0    | 1      | 0      | 1      |
| 16    | Clas Brede Bråthen      | 0    | 1      | 0      | 1      |
| 16    | Ole Gunnar Fidjestøl    | 0    | 1      | 0      | 1      |
| 16    | Jon Inge Kjørum         | 0    | 1      | 0      | 1      |
| 16    | Andreas Schaad          | 0    | 1      | 0      | 1      |
| 16    | Hippolyt Kempf          | 0    | 1      | 0      | 1      |
| 16    | Fredy Glanzmann         | 0    | 1      | 0      | 1      |
| 16    | Aki Karvonen            | 0    | 1      | 0      | 1      |
| 16    | Kari Ristanen           | 0    | 1      | 0      | 1      |
| 16    | Jari Räsänen            | 0    | 1      | 0      | 1      |
| 28    | Alexei Prokurorow       | 0    | 0      | 1      | 1      |
| 28    | Heinz Kuttin            | 0    | 0      | 1      | 1      |
| 28    | Ladislav Švanda         | 0    | 0      | 1      | 1      |
| 28    | Martin Petrásek         | 0    | 0      | 1      | 1      |
| 28    | Radim Nyč               | 0    | 0      | 1      | 1      |
| 28    | Václav Korunka          | 0    | 0      | 1      | 1      |
| 28    | Ralph Leonhardt         | 0    | 0      | 1      | 1      |
| 28    | Bernd Blechschmidt      | 0    | 0      | 1      | 1      |
| 28    | Thomas Abratis          | 0    | 0      | 1      | 1      |
| 28    | Jiří Parma              | 0    | 0      | 1      | 1      |
| 28    | Martin Švagerko         | 0    | 0      | 1      | 1      |
| 28    | Ladislav Dluhoš         | 0    | 0      | 1      | 1      |
| 28    | Pavel Ploc              | 0    | 0      | 1      | 1      |

| Platz | Sportlerin                 | Gold | Silber | Bronze | Gesamt |
| ----- | -------------------------- | ---- | ------ | ------ | ------ |
| 01    | Marjo Matikainen-Kallström | 2    | 1      | 2      | 5      |
| 02    | Jelena Välbe               | 2    | 1      | 0      | 3      |
| 02    | Marja-Liisa Kirvesniemi    | 2    | 1      | 0      | 3      |
| 04    | Pirkko Määttä              | 1    | 1      | 1      | 3      |
| 05    | Jaana Savolainen           | 1    | 0      | 0      | 1      |
| 06    | Tamara Tichonowa           | 0    | 1      | 1      | 2      |
| 07    | Larissa Lasutina           | 0    | 1      | 0      | 1      |
| 07    | Julija Schamschurina       | 0    | 1      | 0      | 1      |
| 07    | Raissa Smetanina           | 0    | 1      | 0      | 1      |
| 10    | Inger Helene Nybråten      | 0    | 0      | 1      | 1      |
| 10    | Anne Jahren                | 0    | 0      | 1      | 1      |
| 10    | Nina Skeime                | 0    | 0      | 1      | 1      |
| 10    | Marianne Dahlmo            | 0    | 0      | 1      | 1      |

## Langlauf Männer
- Detaillierte Ergebnisse

### 15 km klassisch

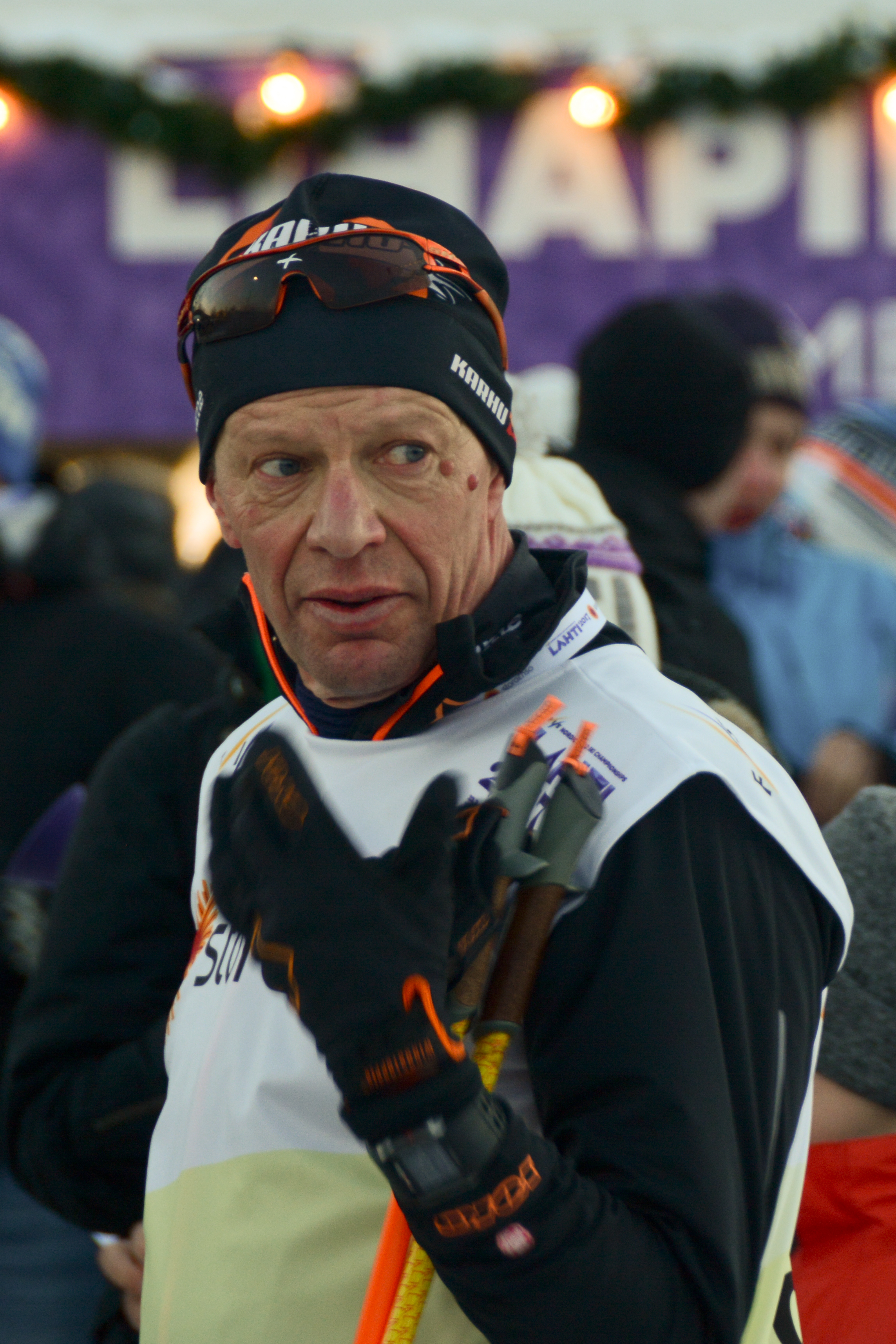
Weltmeister Harri Kirvesniemi

| Platz | Sportler                | Zeit [min] |
| ----- | ----------------------- | ---------- |
| 1     | Harri Kirvesniemi       | 42:40,7    |
| 2     | Pål Gunnar Mikkelsplass | 42:44,0    |
| 3     | Vegard Ulvang           | 43:08,4    |
| 4     | Aki Karvonen            | 43:17,8    |
| 5     | Thomas Eriksson         | 43:23,5    |
| 6     | Gunde Svan              | 43:26,6    |
| 7     | Lars Håland             | 43:29,1    |
| 8     | Václav Korunka          | 43:38,1    |
| 9     | Oddvar Brå              | 43:44,2    |
| 10    | Wladimir Smirnow        | 43:44,2    |
|       |                         |            |
| 30    | Alois Schwarz           | 45:44,9    |
| 32    | Alois Stadlober         | 45.55,1    |

Weltmeister 1987:  Marco Albarello
Olympiasieger 1988:  Michail Dewjatjarow
Datum: 22. Februar 1989

### 15 kmFreistil
| Platz | Sportler          | Zeit [min] |
| ----- | ----------------- | ---------- |
| 1     | Gunde Svan        | 40:39,6    |
| 2     | Torgny Mogren     | 41:02,9    |
| 3     | Lars Håland       | 41:10,3    |
| 4     | Alexei Prokurorow | 41:12,9    |
| 5     | Jari Räsänen      | 41:22,1    |
| 6     | Jochen Behle      | 41:26,6    |
| 7     | Kazunari Sasaki   | 41:29,1    |
| 8     | Giachem Guidon    | 41:34,9    |
| 9     | Holger Bauroth    | 41:37,4    |
| 10    | Silvano Barco     | 41:42,5    |
|       |                   |            |
| 46    | Markus Gandler    | 44:38;3    |
| 48    | Alexander Marent  | 44:49,5    |
| 54    | Andreas Ringhofer | 45:52,7    |

Diese Disziplin war neu im WM-Programm.
Datum: 20. Februar 1989
Gunde Svan war bei allen Zwischenzeiten der Schnellste. Der Österreicher Markus Gandler war zwar bei den ersten Zwischenzeiten noch unter den ersten Zehn, kam am Ende jedoch nur als 46. ins Ziel.

### 30 km klassisch
| Platz | Sportler                | Zeit [h]  |
| ----- | ----------------------- | --------- |
| 1     | Wladimir Smirnow        | 1:24:56,9 |
| 2     | Vegard Ulvang           | 1:25:03,6 |
| 3     | Christer Majbäck        | 1:25:09,8 |
| 4     | Harri Kirvesniemi       | 1:25:36,6 |
| 5     | Uwe Bellmann            | 1:25:53,0 |
| 6     | Alexei Prokurorow       | 1:26:03,5 |
| 7     | Marco Albarello         | 1:26:25,6 |
| 8     | Jochen Behle            | 1:26:35,8 |
| 9     | Torgny Mogren           | 1:26:38,1 |
| 10    | Pål Gunnar Mikkelsplass | 1:26:41,1 |
|       |                         |           |
| 19    | Alois Schwarz           | 1:28:20,2 |
| 35    | Alois Stadlober         | 1:30:36,3 |

Weltmeister 1987:  Thomas Wassberg
Olympiasieger 1988:  Alexei Prokurorow
Datum: 18. Februar 1989
Der über 15 km noch erfolgreiche Gunde Svan musste wegen einer Erkältung passen.

### 50 km Freistil
| Platz | Sportler          | Zeit [h]  |
| ----- | ----------------- | --------- |
| 1     | Gunde Svan        | 2:15:24,9 |
| 2     | Torgny Mogren     | 2:16:09,2 |
| 3     | Alexei Prokurorow | 2:16:18,8 |
| 4     | Lars Håland       | 2:16:45,7 |
| 5     | Igor Badamschin   | 2:17:33,5 |
| 6     | Timo Kuorelahti   | 2:17:36,5 |
| 7     | Maurilio De Zolt  | 2:18:58,8 |
| 8     | Al Pilcher        | 2:19:05,7 |
| 9     | Thomas Eriksson   | 2:19:55,8 |
| 10    | Giachem Guidon    | 2:20:11,5 |

Weltmeister 1987:  Maurilio De Zolt
Olympiasieger 1988:  Gunde Svan
Datum: 26. Februar 1989

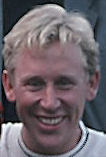
Dreimal Gold gab es hier für Gunde Svan

Oberstdorf-Goldmedaillengewinner Maurilio De Zolt hatte keine Chance und büßte 3:33,9 Minuten ein. Die beiden österreichischen Teilnehmer gaben auf: Alois Stadlober bereits nach 9 km (falsche Skiwahl) und Markus Gandler nach 20 km (mit 6 Minuten Rückstand auf Svan)

### 4 × 10 km Staffel
| Platz | Land             | Sportler                                                             | Zeit [h]  |
| ----- | ---------------- | -------------------------------------------------------------------- | --------- |
| 1     | Schweden         | Christer Majbäck Gunde Svan Lars Håland Torgny Mogren                | 1:40:12,1 |
| 2     | Finnland         | Aki Karvonen Harri Kirvesniemi Kari Ristanen Jari Räsänen            | 1:40:13,6 |
| 3     | Tschechoslowakei | Ladislav Švanda Martin Petrásek Radim Nyč Václav Korunka             | 1:40:13,7 |
| 4     | Norwegen         | Arild Monsen Pål Gunnar Mikkelsplass Terje Langli Vegard Ulvang      | 1:40:14,1 |
| 5     | Sowjetunion      | Sergei Kitschkin Wladimir Smirnow Wladimir Sachnow Alexei Prokurorow | 1:40:26,5 |
| 6     | DDR              | Torald Rein Uwe Bellmann Jens Lautner Holger Bauroth                 | 1:41:54,3 |
| 7     | Italien          | Marco Albarello Giorgio Vanzetta Christian Saurer Silvano Barco      | 1:42:31,4 |
| 8     | Frankreich       | Patrick Rémy Olivier Bulle Jean-Luc Thomas Claude Pierrat            | 1:42:50,9 |
|       |                  |                                                                      |           |
| 10    | BR Deutschland   | Walter Kuß Stefan Dotzler Martinus Richter Jochen Behle              | 1:44:24,3 |
| 11    | Österreich       | Alois Schwarz Alois Stadlober Alexander Marent Markus Gandler        | 1:44:59,1 |
| 12    | Schweiz          | Jürg Capol Hans Diethelm Giachem Guidon Hans-Luzi Kindschi           | 1:45:11,7 |

Weltmeister 1987:  Schweden (Erik Östlund, Gunde Svan, Thomas Wassberg, Torgny Mogren)

Olympiasieger 1988:  Schweden (Jan Ottosson, Thomas Wassberg, Gunde Svan, Torgny Mogren)
Datum: 24. Februar 1989

Insgesamt nahmen Staffeln aus 19 Nationen an dem Bewerb teil, darunter auch Mannschaften aus Griechenland, den Niederlanden, Australien und Dänemark.
Die vier Erstplatzierten kamen unmittelbar hintereinander ins Stadion und es entwickelte sich ein phantastischer Zielspurt. Österreich konnte sein Ziel – einen Rang zwischen fünf und acht – nicht erreichen. Zwar vermochte Alois Stadlober von Rang zehn auf acht nach vorne zu stoßen, aber Debütant Alexander Marent fiel wieder auf zehn zurück und letztlich musste Markus Gandler noch den Deutschen Jochen Behle ziehen lassen.

## Langlauf Frauen
- Detaillierte Ergebnisse

### 10 km klassisch
| Platz | Sportlerin              | Zeit [min] |
| ----- | ----------------------- | ---------- |
| 1     | Marja-Liisa Kirvesniemi | 29:19,0    |
| 2     | Pirkko Määttä           | 30:12,2    |
| 3     | Marjo Matikainen        | 30:12,9    |
| 4     | Julija Schamschurina    | 30:23,8    |
| 5     | Raissa Smetanina        | 30:27,6    |
| 6     | Jelena Välbe            | 30:28,7    |
| 7     | Tuulikki Pyykkönen      | 30:33,8    |
| 8     | Manuela Di Centa        | 30:41,3    |
| 9     | Inger Helene Nybråten   | 30:49,0    |
| 10    | Vida Vencienė           | 30:50,9    |
|       |                         |            |
| 28    | Jutta Mainhart          | 32:24,2    |
| 32    | Cornelia Sulzer         | 32:41,3    |
| 35    | Hildegard Embacher      | 32:50,1    |

Weltmeisterin 1987:  Anne Jahren
Olympiasiegerin 1988:  Vida Vencienė
Datum: 17. Februar 1989, 13.00 Uhr

### 10 km Freistil
| Platz | Sportlerin                 | Zeit [min] |
| ----- | -------------------------- | ---------- |
| 1     | Jelena Välbe               | 27:04,5    |
| 2     | Marjo Matikainen-Kallström | 27:36,7    |
| 3     | Tamara Tichonowa           | 27:58,8    |
| 4     | Alžbeta Havrančíková       | 28:11,3    |
| 5     | Nina Gawriljuk             | 28:18,0    |
| 6     | Marianne Dahlmo            | 28:24,4    |
| 7     | Manuela Di Centa           | 28:28,6    |
| 8     | Larissa Lasutina           | 28:30,2    |
| 9     | Gabriele Heß               | 28:32,5    |
| 10    | Stefania Belmondo          | 28.36,6    |
|       |                            |            |
| 35    | Maria Theurl-Walcher       | 30:21,5    |
| 46    | Hildegard Embacher         | 31:20,1    |
| 53    | Katja Marent               | 32:33,2    |

Der Wettbewerb war in den Jahren zuvor so nicht ausgetragen worden. Auf dem Programm hatte vormals die 5-km-Distanz gestanden, klassisch gelaufen, Siegerinnen in dieser Disziplin waren:

Weltmeisterin 1987:  Marjo Matikainen
Olympiasiegerin 1988:  Marjo Matikainen
Datum: 19. Februar 1989
Weltmeisterin Jelena  Välbe war der Konkurrenz schon nach halber Distanz davongeskatet.

### 15 km klassisch
| Platz | Sportlerin              | Zeit [min] |
| ----- | ----------------------- | ---------- |
| 1     | Marjo Matikainen        | 47:46,6    |
| 2     | Marja-Liisa Kirvesniemi | 47:48,6    |
| 3     | Pirkko Määttä           | 48:20,8    |
| 4     | Raissa Smetanina        | 48:54,9    |
| 5     | Anne Jahren             | 49:00,5    |
| 6     | Tuulikki Pyykkönen      | 49:31,0    |
| 7     | Julija Schamschurina    | 49:42,5    |
| 8     | Inger Helene Nybråten   | 49:47,5    |
| 9     | Larissa Lasutina        | 49:57,9    |
| 10    | Marit Wold              | 50:11,5    |
|       |                         |            |
| 25    | Cornelia Sulzer         | 52:39,1    |

Datum: 21. Februar 1989
Diese Langlauf-Distanz wurde als Disziplin für Frauen erstmals ausgetragen.
Marja-Liisa Kirvesniemi lag zur Hälfte des Rennens noch über zwölf Sekunden vor Matikainen. Am Start waren 49 Läuferinnen.

### 30 km Freistil
| Platz | Sportlerin              | Zeit [h]  |
| ----- | ----------------------- | --------- |
| 1     | Jelena Välbe            | 1:29:59,7 |
| 2     | Larissa Lasutina        | 1:30:07,7 |
| 3     | Marjo Matikainen        | 1:30:30,6 |
| 4     | Alžbeta Havrančíková    | 1:30:39,9 |
| 5     | Manuela Di Centa        | 1:30:46,3 |
| 6     | Marianne Dahlmo         | 1:31:23,0 |
| 7     | Vida Vencienė           | 1:32:00,6 |
| 8     | Marja-Liisa Kirvesniemi | 1:32:16,0 |
| 9     | Marie-Helene Westin     | 1:32:52,0 |
| 10    | Magdalena Wallin        | 1:32:53,2 |
|       |                         |           |
| 38    | Maria Theurl            | 1:40:38,8 |

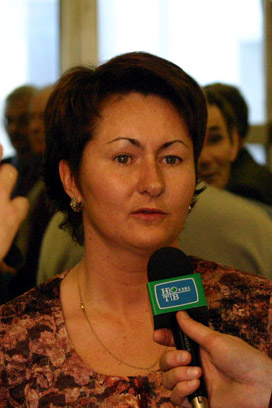
Jelena Välbe (Foto: 2004) bei einem Interview

In den Jahren zuvor wurde dieser Wettbewerb über die Distanz von 20 km ausgetragen, die Siegerinnen:

Weltmeisterin 1987:  Marie-Helene Westin
Olympiasiegerin 1988:  Tamara Tichonowa
Datum: 25. Februar 1989
Die Finnin Marjo Matikainen schrieb mit fünf Medaillen Skigeschichte.

### 4 × 5 km Staffel
| Platz | Land             | Sportlerinnen                                                             | Zeit    |
| ----- | ---------------- | ------------------------------------------------------------------------- | ------- |
| 1     | Finnland         | Pirkko Määttä Marja-Liisa Kirvesniemi Jaana Savolainen Marjo Matikainen   | 54:49,8 |
| 2     | Sowjetunion      | Julija Schamschurina Raissa Smetanina Tamara Tichonowa Jelena Välbe       | 54:56,9 |
| 3     | Norwegen         | Inger Helene Nybråten Anne Jahren Nina Skeime Marianne Dahlmo             | 55:52,3 |
| 4     | Schweden         | Karin Svingstedt Magdalena Wallin Anna-Lena Fritzon Marie-Helene Westin   | 56:29,3 |
| 5     | Tschechoslowakei | Ľubomíra Balážová Zora Simčáková Anna Janoušková Alžbeta Havrančíková     | 57:55,1 |
| 6     | Italien          | Gabriella Carrel Stefania Belmondo Manuela Di Centa Elena Desderi         | 58:31,6 |
| 7     | Schweiz          | Sylvia Honegger Myrtha Fässler Marianne Irniger Evi Kratzer               | 58:37,0 |
| 8     | Kanada           | Angela Schmidt-Foster Lorna Sasseville Lisa Patterson Marie-Andrée Masson | 58:43,2 |
| 9     | Frankreich       |                                                                           | 59:08,3 |
| 10    | Österreich       | Jutta Mainhart Hildegard Embacher Cornelia Sulzer Maria Theurl            | 59:13,5 |

Weltmeisterinnen 1987:  Sowjetunion (Antonina Ordina, Nina Gawriljuk, Larissa Ptizyna, Anfissa Reszowa)

Olympiasiegerinnen 1988:  Sowjetunion (Swetlana Nageikina, Nina Gawriljuk, Tamara Tichonowa, Anfissa Reszowa)
Datum: 23. Februar 1989

## Skispringen Männer
- Detaillierte Ergebnisse

### Normalschanze K 90
| Platz | Sportler          | Weite [m] | Punkte |
| ----- | ----------------- | --------- | ------ |
| 1     | Jens Weißflog     | 89,0      | 114,3  |
| 2     | Ari-Pekka Nikkola | 87,5      | 110,5  |
| 3     | Heinz Kuttin      | 87,5      | 108,5  |
| 4     | Matti Nykänen     | 85,5      | 107,1  |
| 5     | Jon Inge Kjørum   | 87,0      | 106,4  |
| 6     | Matjaž Debelak    | 85,5      | 105,6  |
| 7     | Pavel Ploc        | 85,0      | 105,0  |
| 8     | Andrei Werweikin  | 86,0      | 104,7  |
| 9     | Roberto Cecon     | 85,0      | 104,0  |
| 10    | Jan Boklöv        | 86,5      | 103,8  |
|       |                   |           |        |
| 23    | Franz Neuländtner | 80,5      | 094,6  |
| 38    | Werner Haim       | 76,0      | 088,2  |
| 41    | Ernst Vettori     | 75,0      | 086,5  |

Weltmeister 1987:  Jiří Parma
Olympiasieger 1988:  Matti Nykänen
Datum: 26. Februar 1989

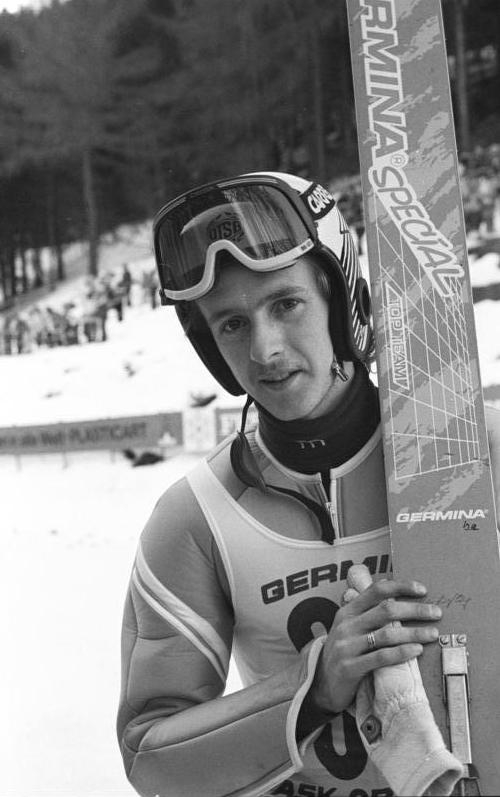
Jens Weißflog fügte seiner bereits jetzt großen Medaillensammlung eine weitere Goldmedaille hinzu

Der Wettbewerb war für den 25. Februar angesetzt, doch wegen der schlechten Wetterbedingungen wurde das Springen nach einem Durchgang nach drei Stunden abgebrochen. Am Schlusstag der Weltmeisterschaften gab es einen Re-Start, der aber nach einem Durchgang wegen zu starker Winde beendet wurde, sodass das Resultat dieses Durchgangs auch das Endergebnis war. Österreichs Medaillengewinner Heinz Kuttin hatte sich erst im letzten Augenblick für diese Weltmeisterschaften qualifizieren können, und nach dem schweren Sturz im Training eine Woche vor dem Wettkampf schien seine Teilnahme auf der kleinen Schanze gefährdet.

### Großschanze K 120
| Platz | Sportler             | Weiten [m]    | Punkte |
| ----- | -------------------- | ------------- | ------ |
| 1     | Jari Puikkonen       | 113,5 / 107,0 | 218,5  |
| 2     | Jens Weißflog        | 114,5 / 103,0 | 212,5  |
| 3     | Matti Nykänen        | 105,0 / 108,5 | 205,0  |
| 4     | Ari-Pekka Nikkola    | 111,0 / 100,5 | 201,5  |
| 5     | Andrei Werweikin     | 109,0 / 103,5 | 199,5  |
| 6     | Franz Neuländtner    | 103,5 / 103,5 | 198,5  |
| 6     | Ladislav Dluhoš      | 105,5 / 103,5 | 198,5  |
| 8     | Pavel Ploc           | 106,0 / 102,5 | 194,5  |
| 9     | Ole Gunnar Fidjestøl | 100,5 / 101,0 | 193,5  |
| 10    | Magne Johansen       | 099,5 / 099,5 | 193,0  |
|       |                      |               |        |
| 14    | Ernst Vettori        | 104,0 / 093,5 | 180,5  |
| 18    | Andreas Felder       | 098,5 / 092,0 | 171,5  |
| 28    | Dieter Thoma         |               |        |
| 33    | Werner Haim          | 099,0 / 082.0 | 153,5  |
| 39    | Günther Stranner     | 085,0 / 092,5 | 146,5  |

Weltmeister 1987:  Andreas Felder
Olympiasieger 1988:  Matti Nykänen
Datum: 20. Februar 1989
Das Springen musste wegen starken Windes vom 19. auf den 20. Februar verschoben werden.
Heinz Kuttin zog sich im zweiten Training zu diesem Springen eine Schulterluxation zu.

### Team Großschanze K 120
| Platz | Land             | Sportler                                                               | Punkte |
| ----- | ---------------- | ---------------------------------------------------------------------- | ------ |
| 1     | Finnland         | Ari-Pekka Nikkola Jari Puikkonen Matti Nykänen Risto Laakkonen         | 645,0  |
| 2     | Norwegen         | Magne Johansen Clas Brede Bråthen Ole Gunnar Fidjestøl Jon Inge Kjørum | 626,0  |
| 3     | Tschechoslowakei | Jiří Parma Martin Švagerko Ladislav Dluhoš Pavel Ploc                  | 595,5  |
| 4     | Sowjetunion      | Walerij Wdowenko Michail Jessin Pawel Kustow Andrei Werweikin          | 584,0  |
| 5     | Schweden         | Thomas Nordgren Mikael Martinsson Staffan Tällberg Jan Boklöv          | 582,5  |
| 6     | Österreich       | Andreas Felder Werner Haim Ernst Vettori Franz Neuländtner             | 576,5  |
| 7     | DDR              | Ingo Züchner Ulf Findeisen Heiko Hunger Jens Weißflog                  | 546,0  |
| 8     | BR Deutschland   | Andreas Bauer Josef Heumann Thomas Klauser Dieter Thoma                | 546,0  |
| 9     | Jugoslawien      |                                                                        |        |
| 10    | Italien          |                                                                        |        |

Weltmeister 1987:  Finnland (Matti Nykänen, Ari-Pekka Nikkola, Tuomo Ylipulli, Pekka Suorsa)

Olympiasieger 1988:  Finnland (Matti Nykänen, Ari-Pekka Nikkola, Tuomo Ylipulli, Jari Puikkonen)
Datum: 22. Februar 1989

In der Entscheidung um Gold schien vorerst Norwegen den großen Favoriten Finnland bezwingen zu können, denn Clas Brede Bråthen überbot Jari Piukkonen und Ole Gunnar Fidjestøl war stärker als Matti Nykänen. Doch der finnische Schlussspringer Risto Laakkonen, Sieger der Vier-Schanzen-Tournee, bot Jon Inge Kjørum Paroli und sicherte den Gastgebern die Goldmedaille. Die Aufholjagd der Österreicher war erfolglos. Zwar brachte Werner Haim mit 102 Metern seine Farben wieder an die ČSSR heran, aber Ladislav Dluhoš war mit 116 m eindeutig stärker als Ernst Vettori (100), und weil auch Jan Boklöv (116) und Andrei Werweikin (114) stärker waren, rutschte das von Rupert Gürtler betreute Team auf Rang sechs ab. Für Matti Nykänen war es der letzte Sieg bei einer Großveranstaltung.

## Nordische Kombination Männer
- Detaillierte Ergebnisse

### Einzel (Normalschanze K90/15 km)
| Platz | Sportler            | Zeit [min] |
| ----- | ------------------- | ---------- |
| 1     | Trond Einar Elden   | 37:10,7    |
| 2     | Andrei Dundukow     | 39:50,6    |
| 3     | Trond Arne Bredesen | 40:15,0    |
| 4     | Hippolyt Kempf      | 40:40,3    |
| 5     | Miroslav Kopal      | 40:58,8    |
| 6     | Jyri Pelkonen       | 40:59,0    |
| 7     | Thomas Abratis      | 41:07,9    |
| 8     | Allar Levandi       | 41:08,2    |
| 9     | Thomas Müller       | 41:09,0    |
| 10    | Klaus Ofner         | 41:14,6    |
|       |                     |            |
| 15    | Klaus Sulzenbacher  | 41:33,8    |
| 18    | Günter Csar         | 41:58,9    |
| 32    | Markus Platzer      | 43:46,7    |

Weltmeister 1987:  Torbjørn Løkken
Olympiasieger 1988:  Hippolyt Kempf
Datum: 18./19. Februar 1989

### Team (Normalschanze K 90/3 × 10 km)
| Platz | Land             | Sportler                                                | Zeit [h]  |
| ----- | ---------------- | ------------------------------------------------------- | --------- |
| 1     | Norwegen         | Trond Einar Elden Trond Arne Bredesen Bård Jørgen Elden | 1:24:21,7 |
| 2     | Schweiz          | Andreas Schaad Hippolyt Kempf Fredy Glanzmann           | 1:26:06,6 |
| 3     | DDR              | Ralph Leonhardt Bernd Blechschmidt Thomas Abratis       | 1:26:10,1 |
| 4     | Sowjetunion      | Allar Levandi Andrei Dundukow Sergej Zavjalow           | 1:26:33,5 |
| 5     | Österreich       | Günter Csar Klaus Ofner Klaus Sulzenbacher              | 1:27:58,2 |
| 6     | Tschechoslowakei | Jaroslav Kerda Miroslav Kopal František Řepka           | 1:28:43,3 |
| 7     | BR Deutschland   | Thomas Müller Hubert Schwarz Thomas Dufter              | 1:29:10,1 |
| 8     | Finnland         | Jukka Ylipulli Sami Leinonen Jyri Pelkonen              | 1:29:23,7 |
| 9     | Frankreich       |                                                         | 1:29:23,7 |
| 10    | Japan            |                                                         | 1:34:07,7 |

Weltmeister 1987:  BR Deutschland (Hermann Weinbuch, Hans-Peter Pohl, Thomas Müller)

Olympiasieger 1988:  BR Deutschland (Thomas Müller, Hans-Peter Pohl, Hubert Schwarz)
Datum: 23./24. Februar 1989

## Videolinks
- Skid-VM 1989 - Lahti - 15 km, herrar (kl), youtube.com, abgerufen am 6. November 2023
- Skid-VM 1989 - Lahti - 30 km, herrar (K), youtube.com, abgerufen am 6. November 2023
- Nordic World Ski Championships, Lahti 1989 - 50 km, youtube.com, abgerufen am 6. November 2023
- Skid-VM 1989 - Lahti - 4x10 km, youtube.com, abgerufen am 6. November 2023
- Skid-VM 1989 - Lahti - 10 km, damer, youtube.com, abgerufen am 6. November 2023
- Lahti K-114 1989 – Jari Puikkonen Champion, youtube.com, abgerufen am 6. November 2023
- COMBINATA NORDICA MONDIALI DI LAHTI 1989 ELDEN NOR, youtube.com, abgerufen am 6. November 2023